# جيوزيبي كافانا
جيوزيبي كافانا (بالإيطالية: Giuseppe Cavanna)‏ (18 سبتمبر 1905 في فرشيلي – 1976) لاعب كرة قدم إيطالي راحل كان يجيد اللعب في مركز حارس مرمى .
لعب طوال مسيرته الرياضية في أندية برو فرشيلي (1924-1929) نابولي (1929-1936) نادي بينيفينتو (1936-1937) وبرو فرشيلي (1937-1939)
لم يلعب أي مباراة دولية مع منتخب إيطاليا ولكنه شارك في بطولة كأس العالم لكرة القدم 1934 التي أقيمت في إيطاليا .

## روابط خارجية
- جيوزيبي كافانا على موقع الاتحاد الدولي (مؤرشف)  (الإنجليزية)
- جيوزيبي كافانا على موقع عالم كرة القدم.نت (الإنجليزية)